# Alois Alzheimer
Aloysius Alzheimer, detto Alois (Marktbreit, 14 giugno 1864 – Breslavia, 19 dicembre 1915), è stato uno psichiatra e neuropatologo tedesco.
Collega di Emil Kraepelin, Alzheimer fu il primo a descrivere un caso di "demenza senile", successivamente definita da Kraepelin malattia di Alzheimer.

Firma di Alois Alzheimer

## Biografia

### La giovinezza
Era figlio di seconde nozze di Eduard, notaio regio, e Therese Busch. Vive la fanciullezza spensieratamente; dal 1870 al 1874 frequenta la scuola cattolica di Marktbreit, ma suo padre non vede in questa città la possibilità di una istruzione scolastica soddisfacente. A 10 anni si trasferisce ad Aschaffenburg, alloggia in un ostello per stranieri e, nel 1874, frequenta il ginnasio umanistico del luogo. Nel frattempo, fino al 1874, nascono 5 fratelli di Alois, 2 femmine e 3 maschi. Nel 1878 tutto il resto della famiglia si trasferisce ad Aschaffenburg. Nel 1882 muore Therese, la madre; suo padre si sposa in terze nozze con Marta Katharina Maria Geiger, con la quale ha l'ultima bambina. Il 14 luglio 1883 Alois supera l'esame di maturità.

### Studi universitari
Durante la sua carriera scolastica, dimostra particolare propensione per le materie scientifiche, e dopo il diploma decide di intraprendere gli studi per la professione medica che fino ad allora nessuno dei suoi antenati aveva scelto. Decide, su consiglio del padre, di studiare medicina a Berlino, considerata la “Mecca della Medicina”, dove si trova Rudolf Virchow. Nel semestre invernale 1883/1884 inizia i suoi studi nella Regia Università Federico Guglielmo di Berlino. Nell'estate del 1884 si immatricola alla facoltà di medicina di Würzburg, dove svolge più attività sociali che accademiche. Nel 1885 supera facilmente il Physicum, l'esame preliminare di medicina. Nel successivo semestre invernale inizia il vero studio della medicina: si iscrive alle lezioni di patologia generale e al corso clinico sulle intossicazioni. Frequenta, nel semestre invernale 1886/1887, l'università Eberhard – Karl di Tubinga. Nel 1887, a soli ventitré anni, dopo la sua dissertazione su “Le ghiandole del cerume”, frutto di un lavoro sperimentale svolto sotto la supervisione del grande Rudolf Albert von Kölliker, è proclamato dottore in medicina; l'anno successivo supera l'esame di stato a Würzburg, con giudizio di “ottimo”, e gli viene data l'abilitazione di medico per il territorio dell'Impero tedesco.

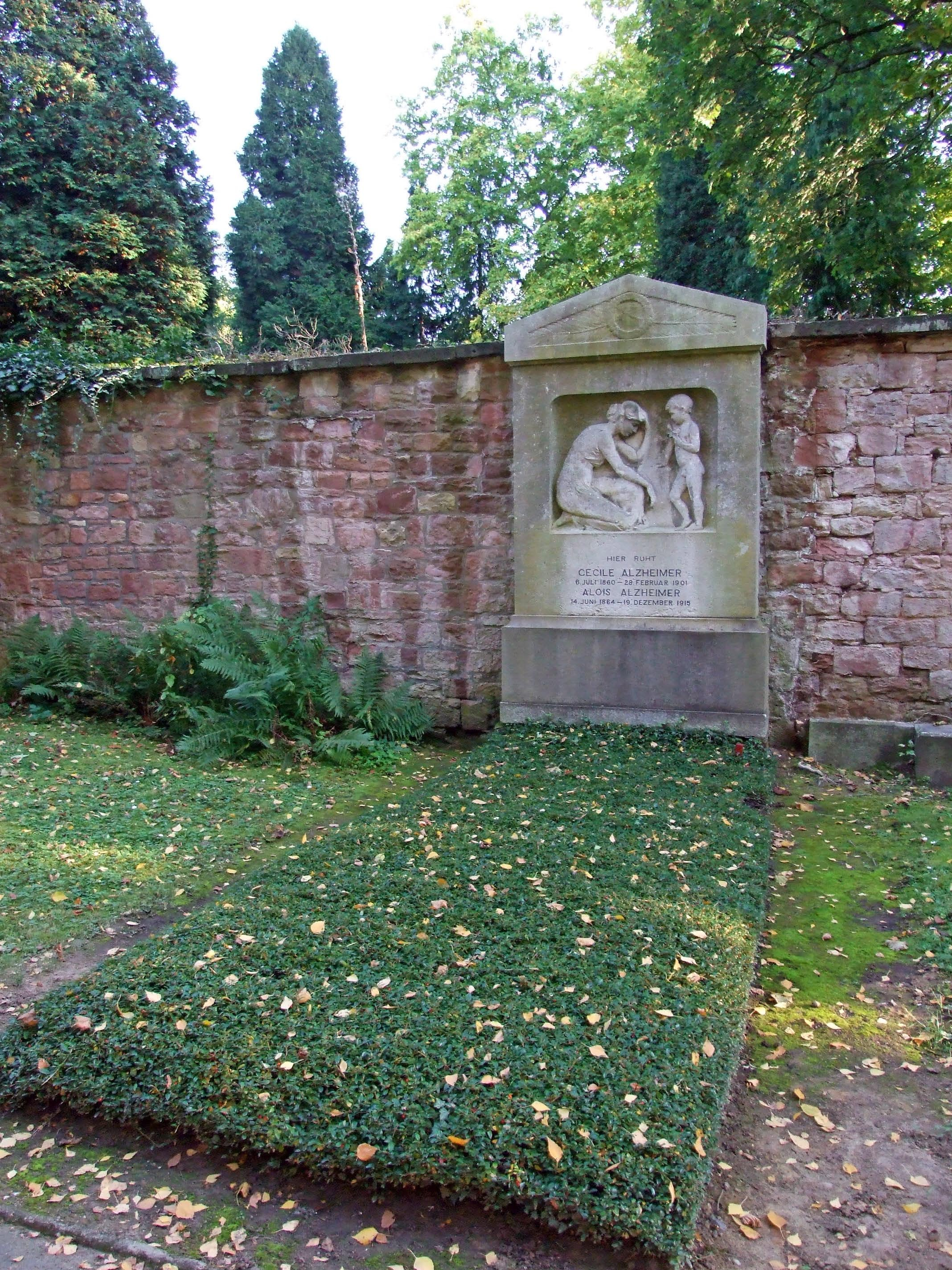
La tomba di Alois Alzheimer a Francoforte

### Primi passi nel mondo lavorativo
Nel 1888 il giovane Alois accetta un posto da medico assistente per la Clinica Psichiatrica Irrenanstalt di Francoforte sul Meno; il suo capo è Emil Sioli, il più famoso psichiatra di lingua tedesca dell'epoca, e Franz Nissl è il suo fidato collega. I tre sono in condizione di trasformare la clinica in un ospedale psichiatrico con caratteristiche di sanatorio: introducono il principio di non restraint. Oltre l'impiego di questo metodo, la terapia del colloquio, l'altro grande contributo è la ricerca delle cause organiche delle malattie della mente. Per il giovane Alois la collaborazione con Nissl è una vera fortuna; essi sono i fondatori della istopatologia della corteccia cerebrale. Agli inizi del secolo il nome di Alois Alzheimer assume notorietà per le sue pubblicazioni sull'aterosclerosi cerebrale. Nel 1894 sposa Cecilie Geinsenheimer ed uno dei testimoni è il suo grande amico Franz Nissl. Nel 1895 viene al mondo la figlia Gertrude e l'anno successivo nasce Hans.

### I suoi studi
Nel 1896 scrive Un criminale nato nell'Archivio di psichiatria e malattie nervose. In questa pubblicazione descrive il caso di Oskar M., che presenta un disturbo mentale degenerativo ereditario, e vede la sua perversione sessuale nella forma di feticismo come sintomo più appariscente di questa malattia. Oltre a numerose pubblicazioni, fa delle relazioni nei più importanti congressi. Nel 1896 partecipa, con una conferenza su La diffusione anatomica dei processi degenerativi sulla paralisi, all'Assemblea degli studiosi di scienze naturali di Francoforte. Sempre nello stesso anno fa una relazione su cinque casi di forte arteriosclerosi.
Nel 1897, durante un meeting di neurologi e psichiatri tedeschi, si occupa del delirium acutum: si tratta di uno stato confusionale, di estrema gravità, con esordio improvviso, di cui non è possibile conoscere la causa.
L'anno successivo pubblica “Contributi per l'anatomia patologica della corteccia cerebrale e per la base anatomica di una psicosi“ nel Mensile di neurologia e psichiatria. Nel 1898 pubblica i suoi studi nel Mensile di neurologia e psichiatria, “un contributo per l'anatomia patologica dell'epilessia”.
Nello stesso anno pubblica molto sulla demenza senile. Pubblica, in collaborazione con Franz Nissl, Studi Istologici e Istopatologici della Corteccia Cerebrale. Nel tempo Alzheimer pubblica numerosi articoli riguardanti le condizioni e le patologie del cervello.

### Gli anni del successo
Nel 1901 nel suo ambiente professionale le cose iniziano a migliorare e la clinica per dementi ed epilettici viene ampliata. Ma questo, per lui, è anche un anno tragico: muore la moglie. Lascia il servizio a Francoforte e inizia a lavorare, solo per qualche mese, nel laboratorio di Heidelberg, dove già Nissl lavorava; si trasferisce poi a Monaco di Baviera, dove entra in servizio nella clinica di Emil Kraepelin. Qui avrebbe avuto a disposizione molti locali per la sperimentazione e anche strumenti per le sue ricerche di patologia cerebrale ed istopatologia. Nel 1903 presenta all'Università Luigi Massimiliano di Monaco la sua dissertazione per l'abilitazione alla libera docenza; il 10 agosto 1904 Alzheimer viene nominato libero docente per decreto ministeriale. Il 25 ottobre 1906 diviene primario dirigente presso Kraepelin; tiene, inoltre, lezioni di psichiatria.

### Il caso Augusta D.
Ma il caso sicuramente più importante nella carriera di Alzheimer è quello della signora Augusta Deter, che arriva alla clinica il 26 novembre 1901. Subito, Alzheimer si accorge che la donna ha qualcosa di anomalo. Augusta D. ha circa 50 anni ed è moglie di un impiegato delle ferrovie. Presenta disorientamento e allucinazioni, perdita di memoria e, soprattutto, vistose ossessioni di gelosia verso il marito. Dal punto di vista fisico non presenta alcun tipo di anomalia, se non un'insufficienza di peso, le pupille reagiscono bene e sono presenti i riflessi patellari. È anche violenta con gli altri ricoverati della clinica; così viene isolata, è perplessa e paurosa ad ogni visita dell'illustre dottore. Alzheimer si rende subito conto che questa paziente rappresenta un caso fondamentale per la scienza, tanto da ordinare di farle molte foto per documentare al meglio il decorso. Alzheimer prescrive bagni caldi e diete per alleviare agitazione ed insonnia, ma in taluni casi risultano di fondamentale importanza i sonniferi. Augusta D. grida e picchia non appena la si vuole visitare; la sua agitazione si manifesta nel vagare costantemente, nell'agire a casaccio e, soprattutto, nel lamentarsi. Si riscontrano, inoltre, difficoltà nel trovare termini tecnici, disturbi della scrittura. Augusta D. muore l'8 aprile 1906: dall'autopsia, Alzheimer nota come il cervello sia uniformemente atrofico senza macroscopici focolai; i vasi cerebrali più grandi presentano alterazioni arteriosclerotiche, alterazioni delle fibrille nervose. Ciò viene riferito il 3 novembre del 1906, durante la 37a Assemblea degli psichiatri tedeschi del sud a Tubinga, e viene accolto in maniera scettica: nessuno presenta osservazioni o chiede chiarimenti.
Gli studi successivi, condotti dallo stesso Alzheimer e dai suoi collaboratori (tra cui il friulano Gaetano Perusini), permisero di definire meglio alcuni profili clinici ed anatomopatologici di tali processi.

### Ultimi anni
Nel 1907 conia due concetti importanti, il danno spastico e l'alterazione di natura. Nello stesso anno partecipa a ogni congresso. Una prova della versatilità di Alzheimer è la pubblicazione Sulle indicazioni per una interruzione artificiale di gravidanza delle malate di mente. Nel 1910 fonda la Rivista generale di neurologia e psichiatria insieme al neurologo Max Lewandowsky; nello stesso anno Emil Kraepelin ripubblica il suo trattato Psichiatria, nel quale definisce la nuova forma di demenza scoperta da Alois Alzheimer, chiamandola appunto malattia di Alzheimer. Nel 1912 viene chiamato dall'imperatore Guglielmo II ad assumere l'incarico di professore ordinario di psichiatria presso la Clinica Psichiatrica e Neurologica dell'Università Slesiana Federico Guglielmo a Breslavia (oggi in Polonia).

### Gli anni della malattia
Nel 1912 Alzheimer si ammala durante un viaggio in treno verso Breslavia. Probabilmente fu colpito da un'infezione da streptococco, con conseguente febbre reumatica e insufficienza renale. La malattia avanza, ma nel maggio 1913 partecipa all'Assemblea dell'Associazione tedesca di Psichiatria, in cui tiene una conferenza sull'anatomia patologica della demenza praecox. Pochi mesi dopo ospita l'assemblea della Società di neurologi tedeschi e vi contribuisce con due saggi. Scoppia la Grande Guerra, alla quale Alois è favorevole e, visto che molti medici scendono in campo, lui è costretto a far fronte a una valanga di perizie ed accettazioni e si occupa anche della confusione psichica dei soldati.
Nel maggio 1915 prepara le nozze della figlia Gertrude con il suo collaboratore e primario dirigente Georg Strerz. A ottobre è costretto a letto ed a fine novembre presenta una disfunzione renale. Gli viene conferito il titolo di Consigliere segreto ministeriale. Il 19 dicembre 1915 muore a soli 51 anni.
Il rettore e il Senato dell'Università slesiana Federico Guglielmo di Breslavia così ricordano Alzheimer:

## Curiosità
Alzheimer si definiva, ironicamente, barbaro nei confronti dei medici italiani che erano più sensibili, mentre lui con i suoi modi di fare e la sua esuberanza risultava alquanto rozzo.